# Jérôme Louis Rakotomalala
Jérôme Louis Rakotomalala (15 de julho de 1914 - 1 de novembro de 1975) foi um cardeal malgaxe da Igreja Católica Romana. Ele serviu como arcebispo de Antananarivo de 1960 até sua morte, e foi elevado ao cardinalato em 1969.

## Biografia
Jérôme Rakotomalala nasceu em Sainte-Marie e estudou no Seminário Regional de Ambotaraka. Ele foi ordenado ao sacerdócio em 31 de julho de 1943 e depois fez trabalho pastoral em Tananarive até 1946. Ele atuou como professor no seminário de Ambotaraka, diretor da Escola São Pedro Canísio e como vigário geral de Tananarive de 1946 a 1960.
Em 4 de abril de 1960, Rakotomalala foi nomeado arcebispo de Tananarive pelo papa João XXIII. Ele recebeu sua consagração episcopal em 8 de maio do próprio Papa João XXIII, com os Bispos Napoléon-Alexandre Labrie, CIM e Fulton J. Sheen servindo como co-consagradores, na Basílica de São Pedro. Mais tarde, Rakotomalala participou do Concílio Vaticano II de 1962 a 1965 e da Comissão Preparatória Central do Conselho.
O Papa Paulo VI criou-o Cardeal-presbítero de S. Marie Consolatrice al Tiburtino no consistório de 28 de abril de 1969. Rakotomalala foi o primeiro cardeal oriundo de Madagascar.
Cardeal Rakotomalala foi o principal consagrador dos bispos Luigi Dusio (1967); Jérôme Razafindrazaka (1972); Nicolas Ravitarivao (1973) e Jean-Maria Rakotondrasoa (1974).
O cardeal morreu em Tananarive, aos 62 anos de idade. Ele está enterrado na catedral metropolitana de Tananarive, agora chamada Antananarivo.